# Charles Meylan
Pour les articles homonymes, voir Meylan (homonymie).
Cet article concerne l'instituteur et botaniste. Pour l'horloger et entrepreneur, voir Charles Meylan (horloger).
Charles Meylan (Le Chenit, 23 juin 1868 - Sainte-Croix, 3 juin 1941) est un instituteur et botaniste suisse, spécialisé dans l'étude des mousses, des lichens et des myxomycètes.

## Principales publications
- Jules Ammann & Charles Meylan, Flore des mousses de la Suisse, Lausanne, 1918, 3 vol.
- Charles Meylan, Les hépatiques de la Suisse, Zürich, 1924.

## Sources
- « Les myxomycètes du Musée botanique cantonal : la collection de Charles Meylan », sur Les musées du canton de Vaud
- Paul-Émile Pilet, Naturalistes et biologistes à Lausanne : recherches, enseignements et sociétés savantes en pays vaudois de 1537 à nos jours, Lausanne, Payot, 1991, 205 p. (ISBN 2-601-03095-X)